# 56-й отдельный танковый полк
56-й отдельный танковый полк (118-й отдельный гвардейский танковый полк (118-й гв. отп)) — воинское подразделение Вооружённых сил СССР в Великой Отечественной войне. Полевая почта 23966.

## Командный состав полка
Командир полка (по 28.12.1942)  — майор Котиков Александр Дмитриевич, погиб 28.12.1942 - ОБД
Командир полка (1943—1945 гг.) — майор, затем полковник Селиванчик Николай Яковлевич (1909-1986)

## Подчинение
| Дата                  | на 01.01.1943 | на 01.02.1943 | на 01.03.1943 | на 01.04.1943 | на 01.05.1943 | на 01.06.1943 | на 01.07.1943 | на 01.08.1943 | на 01.09.1943 | на 01.10.1943 |
| Корпус                | -             | -             | -             | -             | -             | -             | 6-й гв. мк    | 6-й гв. мк    | 6-й гв. мк    | 6-й гв. мк    |
| Армия                 | 11-я А        | 11-я А        | 11-я А        | 11-я А        | -             | -             | -             | 4-я ТА        | 4-я ТА        | 4-я ТА        |
| Фронт (военный округ) | СЗФ           | СЗФ           | СЗФ           | СЗФ           | РВГК          | МВО           | МВО           | БрФ           | БрФ           | РВГК          |

| на 01.11.1943 | на 01.12.1943 | на 01.01.1944 | на 01.03.1944 | на 01.04.1944 | на 01.05.1944 | на 01.06.1944 | на 01.07.1944 | на 01.08.1944 | на 01.09.1944 | на 01.10.1944 |
| 6-й гв. мк    | 6-й гв. мк    | 6-й гв. мк    | 6-й гв. мк    | 6-й гв. мк    | 6-й гв. мк    | 6-й гв. мк    | 6-й гв. мк    | 6-й гв. мк    | 6-й гв. мк    | 6-й гв. мк    |
| 4-я ТА        | 4-я ТА        | 4-я ТА        | 4-я ТА        | 4-я ТА        | 4-я ТА        | 4-я ТА        | 4-я ТА        | 4-я ТА        | 4-я ТА        | 4-я ТА        |
| РВГК          | РВГК          | РВГК          | РВГК          | 1-й УФ        | 1-й УФ        | 1-й УФ        | 1-й УФ        | 1-й УФ        | 1-й УФ        | 1-й УФ        |

| на 01.11.1944 | на 01.12.1944 | на 01.01.1945 | на 01.02.1945 | на 01.03.1945 | на 01.02.1944 |
| 6-й гв. мк    | 6-й гв. мк    | 6-й гв. мк    | 6-й гв. мк    | 6-й гв. мк    | 6-й гв. мк    |
| 4-я ТА        | 4-я ТА        | 4-я ТА        | 4-я ТА        | 4-я ТА        | 4-я ТА        |
| 1-й УФ        | 1-й УФ        | 1-й УФ        | 1-й УФ        | 1-й УФ        | 1-й УФ        |

## Периоды вхождения в состав действующей армии
19.12.42 — 02.04.43 гг.
09.04.43 — 24.04.43 гг.
20.07.43 — 19.09.43 гг.
27.02.44 — 17.03.45 гг.

## Боевой путь полка в годы Великой Отечественной войны
26.11.42 — 15.12.42 — сформирован на основании Директивы НКО № 1105709сс от 26.11.1942 г. и ГАБТУ № 1105723 от 26.11.1942 г. в АБТЦ Костерево.
19.12.42 — Впервые вступил в бой в составе 11-й Армии в ходе 2-й Демянской операции, Северо-Западный фронт.
02.04.43 — В составе 11-й Армии был выведен в резерв Ставки ВГК.
09.04.43 — 24.04.43 — Участия в боях местного значения(?).
В июне 1943 года в районах городов Загорск и Краснозаводск Московской области на базе 3-й гвардейской мотострелковой дивизии (бывшей 82-й стрелковой дивизии), ставшей к этому времени Краснознамённой, и 49-й механизированной бригады был сформирован 6-й гвардейский Краснознамённый механизированный корпус в составе 16-й и 17-й гвардейских, 49-й механизированной бригад, 29-го и 56-го отдельных танковых, 240-го миномётного, 1-го гвардейского самоходного артиллерийского, 51-го гвардейского лёгкого артиллерийского полков и других частей. (Во время формирования корпуса, май-июнь 1943 г., 56-й отдельный танковый полк дислоцировался в посёлке Скоропусковский Загорского района Московской области.)
26.06.43 — Приказ Ставки ВГК № 46194 «О ФОРМИРОВАНИИ 4-й ТАНКОВОЙ АРМИИ». Формирование объединения заняло меньше двух недель — с 4 по 16 июля 1943 года. Армия была готова для ведения боевых действий. В состав 4-й танковой армии вошли: управление армии, развёрнутое на базе управления 19-го кавалерийского корпуса; 6-й гвардейский Краснознамённый механизированный корпус (56-й отп в составе 6-го ГвКрМК); 11-й танковый корпус; 30-й Уральский добровольческий танковый корпус.
20.07.43 — В составе армии включён в состав Западного фронта.
26.07.43 — В 12 часов дня, в первом эшелоне, в составе 6-го гвардейского механизированного корпуса 4-й танковой армии в полосе наступления 8-го гвардейского стрелкового корпуса 11-й гвардейской армии вступил в бой в ходе Орловской наступательной операции в районе н/п Лунево северо-западнее г. Болхов.
- Из журнала боевых действий 56 отдельного танкового полка.

В 12.00 без артобработки переднего края обороны пр-ка танки 56-го отп форсировали р. Орс. Танкистам 127-го тп не удалось форсировать реку, и они остановились перед нп Ясная Поляна, ведя огонь с места. Пехота мотострелковых батальонов поднялась за танками 56-го отп. Противник с целью отсечь её от танков открыл сильный артминогонь. Наши мотострелки залегли, и танки ушли вперёд. В 12.30 артиллерия противника открыла огонь по танкам, загорелось 12 танков 56-го отп. Остальные танки возвратились на исходные позиции.
В 19.00 атака повторилась, но успеха не принесла.
— Журнал боевых действий

Полк в составе Т-34 — 29 шт., Т-70 — 7 шт. с участием роты автоматчиков и роты ПТР обходным манёвром сломил сопротивление пр-ка и овладел сильно
укреплёнными опорными пунктами обороны пр-ка Лунево и Боровое.
При наступлении на нп Войново пр-к силой до б-на пехоты с поддержкой артиллерии и 13 танков дважды контратаковал боевые порядки полка. Контратаки пр-ка
были отбиты с большими для него потерями. После отражения контратак полк под прикрытием артогня, форсируя реку Орс и обхватом справа, с боем овладел нп Войново, высотой 163,6, тем самым обеспечил успех наступления 49 мбр.
За 2 дня боёв полк потерял:
а) сгорело Т-34 — 5;
б) сгорело Т-70 — 2;
в) подбито Т-34 — 6;
г) убито — 49 чел.;
д) ранено — 24 чел.
— Журнал боевых действий
30.07.43 — В составе армии включён в состав Брянского фронта 3-го формирования. Директива Ставки ВГК № 30154 от 28 июля 1943 г.
19.09.43 — В составе армии был выведен в резерв Ставки ВГК.
27.02.44 — В составе армии передан 1-му Украинскому фронту.
26.03.44 — Во взаимодействии с другими войсками 4-й танковой армии участвовал в освобождении города Каменец-Подольский в ходе Проскуровско-Черновицкой наступательной операции.
27.03.44 — Войскам, участвовавшим в освобождении Каменец-Подольска, приказом ВГК от 27 марта 1944 года объявлена благодарность и в Москве дан салют 20 артиллерийскими залпами из 224 орудий.
03.04.44 — Полку присвоено почётное наименование Каменец-Подольский.
27.07.44 — В составе 1-го Украинского фронта в ходе Львовско-Сандомирской стратегической наступательной операции принимал участие в освобождении Львова. Награждён орденом Кутузова III степени.
27.07.44 — Войскам, участвовавшим в освобождении Львова, приказом ВГК от 27 июля 1944 года объявлена благодарность и в Москве дан салют 20 артиллерийскими залпами из 224 орудий.
17.03.45 — Присвоено наименование «гвардейский». Приказом НКО № 050 от 17.03.1945 г. и Директивой ГШ № Орг/4/83437 от 04.04.1945 г. преобразован в 118 отдельный гвардейский танковый полк.

## 118 отдельный гвардейский танковый Каменец-Подольский ордена Кутузова полк

### Периоды вхождения в состав действующей армии
17.03.1945 — 11.05.1945 гг.

## Участие 56-го отдельного танкового полка (118 огтп) в наступательных операциях

### В составе 11-й армии Западного фронта полк участвовал в операциях
2-й Демянской операции 1943 г. [15.02.43 — 28.02.43].

### В составе 6-го гвардейского механизированного корпуса полк участвовал в операциях
Орловской наступательной операции (операция «Кутузов») [12.07.1943 — 18.08.1943]
Проскуровско-Черновицкой наступательной операции [04.03.1944 — 17.04.1944]
- - В ходе Проскуровско-Черновицкой наступательной операции участвовал в освобождении городов:
    - Скалат. Освобождён 21 марта 1944 г.
    - Каменец-Подольск (Каменец-Подольский). Освобождён 26 марта 1944 г.

Львовско-Сандомирской наступательной операции [13.07.1944 — 29.08.1944]
- - В ходе Львовско-Сандомирской наступательной операции участвовал в освобождении городов:
    - Перемышляны. Освобождён 20 июля 1944 г
    - Львов. Освобождён 27 июля 1944 г.
    - Комарно. Освобождён 29 июля 1944 г.

Сандомирско-Силезской наступательной операции [12.01.1945 — 03.02.1945]
Нижнесилезской наступательной операции [08.02.1945 — 24.02.1945]
Верхнесилезской наступательной операции [15.03.1945 — 31.03.1945]
Берлинской наступательной операции [16.04.1945 — 08.05.1945]
Пражской наступательной операции [06.05.1945 — 11.05.1945]

## Послевоенная история
В июне 1945 г. согласно приказу НКО СССР № 013 от 10 июня 1945 года 6-й гвардейский механизированный корпус был преобразован в 6-ю гвардейскую механизированную дивизию, а 118 отдельный гвардейский танковый полк преобразован в 118 отдельный гвардейский танковый батальон и исключён из состава дивизии. При этом, как корпусной, вошёл в состав 33 гвардейского стрелкового корпуса 5-й гвардейской общевойсковой армии Центральной Группы войск.
При переформировании 116-й гвардейской стрелковой дивизии в 14-ю механизированную дивизию вошёл в состав вновь созданного (на базе гвардейского стрелкового полка) 49-го гвардейского механизированного полка как отдельная в/ч и был таковым до 1953 г.
В 1953 г. потерял № и стал обычным линейным батальоном этого полка.

## Штат и состав бронетехники полка
Штат 56-го отдельного танкового полка. 1942 год. (по штату № 010/292 от сентября 1942 г.)
Личный состав: 339 человек.
Танки:
- - T-34: 23 единиц
  - T-70: 16 единиц

Состав бронетехники 56-го отдельного танкового полка на 26.07.1943 года:
Танки:
- - Т-34: 29 единиц
  - Т-70: 7 единиц

Штат 56-го отдельного танкового полка. 1944 год. (по штату № 010/507 от апреля 1944 г.)
Личный состав: 386 человек.
Танки:
- - T-34: 35 единиц
  - T-70: 0  единиц

## Нумерация и тактические знаки
Сведения о нумерации и тактических знаках 56-го отп.
Егор Щекотихин в своей книге «Крупнейшее танковое сражение Великой Отечественной. Битва за Орёл», пишет: 
«… 56-й отдельный танковый полк принимал участие в разгроме гитлеровцев на Северо-Западном фронте, в районе Демянска. Танкисты полка с гордостью шли в бой на боевых машинах с надписью „Кировский комсомолец“ (недоступная ссылка), подаренных им рабочими Кировской области. …» 
Формирование танковой колонны "Кировский комсомолец" (недоступная ссылка)          -   1943 ? год
Передача танковой колонны 56-му отдельному танковому полку    -   1943 ? год
Сведения о численном составе и вооружении танковой колонны "Кировский комсомолец" (недоступная ссылка) отсутствуют.

## Снайперы-танкисты
- Жилин, Егор Павлович - погиб 30.07.1944, командир взвода, 56-й отп — со взводом уничтожил 7 танков, 2 БА.
- Сарана Иван Петрович - 1912 - 28.04.1944, командир взвода 56-й отп — со взводом уничтожил 3 танка и 2 БА.

## Герои Советского Союза
- Жилин, Егор Павлович, гвардии младший лейтенант, командир танкового взвода.
- Сарана, Иван Петрович, гвардии младший лейтенант, командир танкового взвода.